# Cassiopea andromeda
Cassiopea andromeda (лат.) — вид медуз семейства Cassiopeidae отряда корнеротов (Rhizostomeae) класса сцифоидных (Scyphozoa).

## Описание
Медуза Cassiopea andromeda жёлто-коричневого цвета с белыми или бледными пятнами и прожилками. Она обычно лежит на дне на мелководье ротовыми лопастями кверху, встречается в мелких лагунах, литоральных песчаных или грязевых равнинах и вокруг мангровых зарослей. Колокол медузы пульсирует, создавая ток воды. Медуза питается дрейфующим зоопланктоном, а также получает питание от населяющих ткани динофлагеллят. В её щупальцах находят укрытие креветки Ancylomenes holthuisi.